# شهرک شهید دستغیب
شهرک شهید دستغیب، روستایی در دهستان هایقر بخش جایدشت شهرستان فیروزآباد در استان فارس ایران است. این روستا، مرکز دهستان هایقر است.

## جمعیت
بر پایه سرشماری عمومی نفوس و مسکن در سال ۱۳۹۵، جمعیت این روستا برابر با ۹۵۷ نفر (۲۴۸ خانوار) بوده است.